# غيرريت هولتمان
غيرريت هولتمان (بالألمانية: Gerrit Holtmann)‏ (25 مارس 1995 ببريمن في ألمانيا - ) هو لاعب كرة قدم ألماني في مركز الوسط. شارك مع منتخب ألمانيا تحت 20 سنة لكرة القدم. أما مع النوادي، فقد لعب مع آينتراخت براونشفايغ وEintracht Braunschweig II ‏.

## وصلات خارجية
- غيرريت هولتمان على موقع قاعدة بيانات كرة القدم.إي يو (الإنجليزية)
- غيرريت هولتمان على موقع ناشيونال فوتبول تيمز (الإنجليزية)
- غيرريت هولتمان على موقع Soccerbase.com (لاعب) (الإنجليزية)
- غيرريت هولتمان على موقع Soccerway.com (الإنجليزية)
- غيرريت هولتمان على موقع عالم كرة القدم.نت (الإنجليزية)
- غيرريت هولتمان على موقع AS.com (الإسبانية)